# Валентин Станков
Валентин Станков е бивш български футболист, нападател. Роден е на 25 август 1969 г. в Сандански. Играл е за Вихрен, Локомотив (Горна Оряховица), Септември, Беласица, Пирински Академик (Благоевград), Изтребител (Ново Делчево), Спортист Струма. В А група има 117 мача и 16 гола. Носител на Купа Интертото с Локомотив (ГО) през 1992 г., има 6 мача и 2 гола. Има 1 мач за националния отбор.

## Статистика по сезони
- Вихрен - 1989/90 - Б група, 30/11
- Локомотив (ГО) - 1991/пр. - А група, 9/0
- Локомотив (ГО) - 1991/92 - А група, 14/2
- Локомотив (ГО) - 1992/93 - А група, 17/2
- Локомотив (ГО) - 1993/94 - А група, 21/2
- Локомотив (ГО) - 1994/95 - А група, 25/3
- Локомотив (ГО) - 1995/96 - Б група, 36/13
- Локомотив (ГО) - 1996/97 - Б група, 31/9
- Локомотив (ГО) - 1997/ес. - Б група, 17/8
- Септември - 1998/пр. - Б група, 9/1
- Септември - 1998/99 - А група, 7/1
- Беласица - 1999/ес. - А група
- Изтребител - 2002/03 - А ОФГ, 17/10
- Изтребител - 2003/04 - В група, 23/15